# International Standard Identifier for Libraries and Related Organizations
L'International Standard Identifier for Libraries and Related Organizations (acronimo: ISIL) è il codice internazionale conforme alla norma ISO 15511 che serve ad identificare in maniera univoca le biblioteche e le istituzioni affini come archivi e musei, o parti di esse.
In molti Paesi esistono autorità centrali che assegnano codici alle biblioteche ed alle organizzazioni collegate per facilitare determinati servizi bibliografici automatizzati come l'inventariazione, l'acquisizione, il prestito ed i servizi interbibliotecari. Dal settembre 2003 il codice ISIL unifica a livello internazionale i sistemi esistenti nei vari Stati.

## Caratteristiche
L'identificatore ISIL è stabile e consente di semplificare i servizi bibliotecari e gli scambi di dati internazionali. Viene utilizzato come contrassegno nell'impiego di applicativi su Internet e di altri software adatti, ad esempio per la tecnologia RFID, e serve come codice MARC per le organizzazioni consentendo cioè l'identificazione delle istituzioni, che direttamente o indirettamente diventano fornitrici di record MARC. Per l'utilizzo nell'ambito del web semantico viene richiesto il Namespace info:isil nel campo "Info-URI-Namespace" che consente la formulazione del codice ISIL come un Uniform Resource Identifier.

## Struttura
Il codice ISIL è alfanumerico; è di lunghezza variabile, ma può contenere al massimo sedici caratteri. In conformità alla norma ISO 15511 è costituito da tre parti, ovvero un prefisso ed un suffisso separati esclusivamente da un trattino:
1. Il prefisso identifica l'autorità che lo ha emesso, ossia equivale al codice di Nazione conforme allo standard ISO 3166-1, ed è composto da due lettere: ad esempio DE per la Germania, FR per la Francia, IT per l'Italia, UK per la Gran Bretagna, US per gli Stati Uniti e così via. Alcuni identificativi possono non essere associati ad un Paese, come nel caso di OCLC, e si trovano composti da una, tre o quattro lettere. I caratteri consentiti sono esclusivamente le lettere non modificate dell'alfabeto latino di base dalla A alla Z. I prefissi "non di Paese" vengono assegnati dall'autorità internazionale per la registrazione ISIL,[4] mentre le agenzie nazionali sono responsabili dell'attribuzione dei codici di Paese.
2. Un trattino " - ", corrispondente al codice ASCII 45.
3. Il suffisso equivale alla sigla di appartenenza dell'istituzione assegnata dalla rispettiva agenzia ISIL. I caratteri consentiti sono le lettere non modificate dell'alfabeto latino, le cifre da zero a nove ed i seguenti caratteri speciali: trattino " - " (codice ASCII 45), barra " / " (codice ASCII 47) e due punti " : " (codice ASCII 58). La sigla della biblioteca può essere al massimo di undici caratteri. Per l'Italia il suffisso è costituito dal codice di località (BO, GE, MI, PA, RM...) seguito da un numero progressivo di quattro cifre, preceduto da zeri di riempimento sulla sinistra ove necessario.[5] Un esempio di codice ISIL italiano completo è IT-FE0068, dove FE indica la città di Ferrara; altri esempi di codici ISIL si trovano sul sito dell'agenzia internazionale ISIL.[6]

A ciascun Paese viene lasciato un ampio margine nella definizione degli elementi che gli sono confacenti: le agenzie ISIL per il loro namespace possono anche stabilire una sottostruttura, così da poter riprendere in parte i sistemi di sigle esistenti, e sono libere nella scelta dell'impiego di lettere maiuscole o minuscole; i codici assegnati devono tuttavia essere univoci anche senza tale distinzione. 
Per la raffigurazione di una sigla in un codice ISIL esiste una euristica; la consultazione di un catalogo delle sigle esistenti è sempre consigliabile. Il suffisso è generalmente derivato da un sistema identificativo preesistente: è questo il modo in cui ISIL unifica sistemi esistenti anziché crearne uno nuovo da zero.

## Attribuzione
La biblioteca nazionale danese rappresenta la ISIL Registration Authority, ossia l'autorità internazionale per il coordinamento dello standard e della sua registrazione.
Le agenzie ISIL di ciascuna nazione vengono nominate dalla ISIL Registration Authority che ha sede a Copenaghen.
Nel 2009 l’ICCU è stato riconosciuto come Agenzia nazionale per l’Italia dalla ISIL Registration Authority. Di conseguenza il codice anagrafe assegnato dall'ICCU è riconosciuto quale identificativo delle biblioteche italiane a livello internazionale. Il codice ISIL è ad esempio visibile nel database dell'anagrafe ICCU accanto alla denominazione ed al recapito delle biblioteche. La traduzione dei codici ISIL e delle norme relative ai codici di Paese UNI EN ISO 3166-1 è stata effettuata da un gruppo di lavoro formatosi nell'ambito della Commissione tecnica UNI DIAM dell'ICCU.
In Germania l'Agenzia nazionale ISIL si trova presso la Biblioteca nazionale di Berlino ed è la stessa che attribuisce alle biblioteche i codici identificativi nazionali Bibliothekssigel, derivati dal progetto originario del catalogo collettivo prussiano. Il sistema era gestito presso l'allora Biblioteca reale, divenuta poi Biblioteca nazionale prussiana, e perfezionato per il prestito e per il catalogo. Tutti i Bibliothekssigel esistenti vengono costruiti oppure adattati in base al nuovo codice ISIL; ad esempio la biblioteca di Berlino è identificata dal codice info:isil/DE-1, dove 1 è lo stesso codice numerico ripreso dal vecchio sistema. Il Bibliothekssigel, se in passato era efficace per i bibliotecari, è problematico per l'utilizzo informatizzato a causa del tipo di caratteri impiegati, fra cui la dieresi. L'Agenzia tedesca ISIL si occupa anche della pubblicazione online, e della stampa biennale su supporto cartaceo, del catalogo di codici di biblioteca.
L'assegnazione dei codici per la Svizzera viene effettuata dal centro nazionale ISIL della Biblioteca nazionale svizzera. In Svizzera si è optato per un codice costituito da un numero di sei cifre senza significato, seguito da un trattino e da un carattere di controllo analogo a quello dei codici ISBN e ISSN.
In Austria l'adattamento delle norme A 2657 e A 2656, in base alle quali vengono assegnati i codici di biblioteca ÖZDB-Sigel ed i codici BIK, leggibili elettronicamente, è a cura del Sistema bibliotecario austriaco (Österreichischer Bibliothekenverbund).
L'Agenzia nazionale ISIL britannica si trova presso la British Library.
Oltre alle agenzie nazionali esistono agenzie slegate dal territorio in grado di assegnare il codice ISIL in maniera indipendente: fra queste OCLC, che attraverso WorldCat fornisce un catalogo internazionale legando il proprio identificatore con il prefisso oclc- nel sistema ISIL. Analogamente la banca dati bibliografica tedesca per i periodici (Zeitschriftendatenbank ZDB) assegna il codice ISIL con il prefisso ZDB alle collezioni virtuali di periodici elettronici in abbonamento consortile a livello nazionale ed in collaborazione con biblioteche estere, alle quali non può essere assegnato un codice ISIL dall'agenzia nazionale. 
Al contrario la Library of Congress statunitense è in grado di assegnare codici ISIL grazie all'apposito prefisso M anche a biblioteche situate al di fuori del territorio degli Stati Uniti.

### MARC
- (EN) UK National Agency for MARC Organisation Codes, What are MARC organisation codes?, su bl.uk, British Library. URL consultato il 7 agosto 2014 (archiviato dall'url originale il 14 agosto 2014).
- (EN) Library of Congress, Network Development and MARC Standards Office, MARC 21 Format for Authority Data, su loc.gov, 1999 Edition, Update No. 1 (October 2001) through Update No. 18 (April 2014). URL consultato l'11 agosto 2014.
- (FR) Comité canadien du MARC, Normes MARC 21, su marc21.ca. URL consultato il 7 agosto 2014.